# Nuovi Stati federati della Germania
I nuovi stati federati della Germania (in tedesco: neue Länder) sono cinque stati federati costituiti in base a una legge (Ländereinführungsgesetz) del 22 luglio 1990 nella Repubblica Democratica Tedesca, promulgata a seguito della decisione del parlamento della Germania Est (Camera del popolo). Nello stesso giorno i 15 distretti (Bezirke) della Germania Est furono sciolti. La legge prevedeva che i nuovi stati federati sarebbero stati formati il 14 ottobre 1990, ma poiché l'accordo sulla riunificazione tedesca era già stato attuato il 3 ottobre 1990, i nuovi stati federati si erano formati lo stesso giorno.

## I cinque nuovi stati federati
I cinque nuovi stati federati sono:
- Brandeburgo
- Meclemburgo-Pomerania Anteriore
- Sassonia
- Sassonia-Anhalt
- Turingia

Oltre ai cinque stati federati, Berlino Est si unì alla Repubblica Federale Tedesca fondendosi con Berlino Ovest nello stato di Berlino.
Alcune località appartenenti ai comuni di Amt Neuhaus e Bleckede (solo le parti ad est del fiume Elba) nel 2020 sono cambiate a partire dal distretto di Hagenow (Kreis Hagenow) nel Meclemburgo-Pomerania Anteriore al distretto di Luneburgo (Landkreis Lüneburg) nella Bassa Sassonia.
Tutte le aree menzionate sono state designate come Beitrittsgebiet nell'accordo sulla riunificazione tedesca.

## Storia
Stati federati simili (alcuni designati come provincia) con circa gli stessi confini erano già stati formati nel luglio 1945, secondo una decisione dell'amministrazione militare nella zona di occupazione sovietica in Germania. Nel 1952 i cinque stati federati furono aboliti in connessione con una riforma amministrativa avviata dal Partito di Unità Socialista di Germania (SED) e vennero istituiti 15 distretti (compresa Berlino est).
Poco dopo la formazione dei nuovi stati nel 1990, ricevettero assistenza amministrativa dagli stati nella parte occidentale del paese in virtù dell'accordo di riunificazione. Tra il 1990 e il 1995 circa 35.000 funzionari della Germania occidentale erano attivi nei nuovi stati federati per assistere alla creazione della loro amministrazione.
Tra il 1990 e il 1991 tutti i 5 nuovi Länder aprirono i propri uffici di rappresentanza a Bonn, ex capitale della Germania Ovest, in attesa del definitivo trasferimento delle istituzioni a Berlino. A partire dal 2000 questi uffici sono stati trasferiti nella nuova capitale. I nuovi stati federati non hanno un'amministrazione comune, ma i ministri presidenti e il sindaco-governatore di Berlino si incontrano regolarmente durante le conferenze.

## Maggiori città
|  | Capitale federale |
|  | Capitale di Stato |

| Ordine | Città      | Pop. 1950 | Pop. 1960 | Pop. 1970 | Pop. 1980 | Pop. 1990 | Pop. 2000 | Pop. 2010 | Area in km² | Densità per km² | Crescita in % (2000–2010) | Superati 100.000 abitanti | Stati federati (Bundesland)     |
| ------ | ---------- | --------- | --------- | --------- | --------- | --------- | --------- | --------- | ----------- | --------------- | ------------------------- | ------------------------- | ------------------------------- |
| 1.     | Berlino    | 3.336.026 | 3.274.016 | 3.208.719 | 3.048.759 | 3.433.695 | 3.382.169 | 3.460.725 | 887,70      | 3.899           | 2,32                      | 1747                      | Berlino                         |
| 2.     | Dresda     | 494.187   | 493.603   | 502.432   | 516.225   | 490.571   | 477.807   | 523.058   | 328,31      | 1.593           | 9,47                      | 1852                      | Sassonia                        |
| 3.     | Lipsia     | 617.574   | 589.632   | 583.885   | 562.480   | 511.079   | 493.208   | 522.883   | 297,36      | 1.758           | 6,02                      | 1871                      | Sassonia                        |
| 4.     | Chemnitz   | 293.373   | 286.329   | 299.411   | 317.644   | 294.244   | 259.246   | 243.248   | 220,84      | 1.101           | −6,17                     | 1883                      | Sassonia                        |
| 5.     | Halle      | 289.119   | 277.855   | 257.261   | 232.294   | 247.736   | 247.736   | 232.963   | 135,02      | 1.725           | −5,96                     | 1890                      | Sassonia-Anhalt                 |
| 6.     | Magdeburgo | 260.305   | 261.594   | 272.237   | 289.032   | 278.807   | 231.450   | 231.549   | 200,99      | 1.152           | 0,04                      | 1882                      | Sassonia-Anhalt                 |
| 7.     | Erfurt     | 188.650   | 186.448   | 196.528   | 211.575   | 208.989   | 200.564   | 204.994   | 269,14      | 762             | 2,21                      | 1906                      | Turingia                        |
| 8.     | Rostock    | 133.109   | 158.630   | 198.636   | 232.506   | 248.088   | 200.506   | 202.735   | 181,26      | 1.118           | 1,11                      | 1935                      | Meclemburgo-Pomerania Anteriore |
| 9.     | Potsdam    | 118.180   | 115.004   | 111.336   | 130.900   | 139.794   | 129.324   | 156.906   | 187,53      | 837             | 21,33                     | 1939                      | Brandeburgo                     |